# Adler Real Estate
Die ADLER Real Estate AG (ehemals Adlerwerke vorm. H. Kleyer AG) ist ein Unternehmen der Immobilienwirtschaft. Das Unternehmen besaß im März 2022 10.010 Wohneinheiten.

## Unternehmen
Seit 2020 gehört die Gesellschaft zur Adler Group, die ihren Unternehmenssitz in Berlin hat. Das Geschäftsmodell von Adler besteht in der langfristigen Vermietung von Wohnungen. Die tägliche Verwaltung der Immobilienbestände liegt in Händen unterschiedlicher Konzerngesellschaften wie etwa der Adler Wohnen Service GmbH, der Adler Gebäude Service GmbH und der Adler Energie Service GmbH.
Im Juni 2014 hat Adler Real Estate die Mehrheit der Geschäftsanteile an dem Berliner Immobilienunternehmen Estavis übernommen (heute Accentro AG), die mittlerweile wieder veräußert worden sind.
Mitte 2015 übernahm Adler auch die Mehrheit der Aktien an dem börsennotierten Immobilienunternehmen Westgrund.
Adler Real Estate hielt nach der Übernahme 94,9 % der Westgrund-Aktien.
Selbst hoch verschuldet, erwarb Adler zum Doppelten des Börsenkurses die in Israel notierte Ado Group, die Immobilien in Berlin über die ADO Properties hielt, an der sie zu 33 % beteiligt war. Kurz darauf kündigte die in Luxemburg notierte ADO Properties ein öffentliches Tauschangebot für die Adler Real Estate an, das im April 2020 erfolgreich abgeschlossen wurde. ADO Properties firmierte anschließend in Adler Group um und kündigte einen Beherrschungsvertrag über die Adler Real Estate AG an. Dieser ist bislang (Stand Juni 2022) noch nicht vollzogen worden.
Am 29. April 2022 informierte die Gesellschaft per AdHoc-Mitteilung, dass der „Abschlussprüfer [...] Versagungsvermerk für Konzernabschluss und Einzelabschluss 2021 erteilen“ wird. Konkret erklärte der Konzern, dass die KPMG AG Wirtschaftsprüfungsgesellschaft sich „nicht in der Lage [sehe], ein Prüfungsurteil abzugeben“. Gleichwohl veröffentlichte der Konzern seinen Konzern- und Einzelabschluss 2021 am 30. April 2022, um Berichtspflichten nachzukommen.
Im August 2022 wurde bekannt, dass die Abschlussprüferaufsichtsstelle (APAS) konkrete Anhaltspunkte dafür gefunden hat, dass die Prüfungs- und Beratungsgesellschaft Ebner Stolz bei der Abschlussprüfung 2019 für Adler Real Estate AG ihre Pflichten verletzt haben könnte. Die APAS leitete ein oder mehrere Berufsaufsichtsverfahren ein. Ebenfalls im August 2022 beantragte die Schutzgemeinschaft der Kapitalanleger (SdK) eine Sonderprüfung der Adler Real Estate sowie der Beteiligung des österreichischen Investors Cevdet Caner.

## Aktionärsstruktur
Stand: Mai 2020
| Aktionär    | Anteil in Prozent |
| ----------- | ----------------- |
| Streubesitz | 3,3               |
| Adler Group | 96,7              |

## Geschichte
Hervorgegangen ist die Adler Real Estate aus dem 1880 gegründeten Frankfurter Unternehmen Adlerwerke vorm. H. Kleyer AG.
Die Adlerwerke, die zuletzt in der Herstellung von Büromaschinen tätig gewesen sind, waren seit 1984 im Eigentum von Olivetti. 1993 verkaufte Olivetti die weiterhin börsennotierten Adlerwerke mit dem gesamten historischen Werksgelände in Frankfurt an den Immobilieninvestor Roland Ernst und den Baukonzern Philipp Holzmann. Die noch vorhandene Schreibmaschinenproduktion wurde verlegt und 1998 eingestellt.
1999 übernahm die HBAG Real Estate (vormals Kühltransit AG) von der finanziell angeschlagenen Philipp Holzmann 98,3 % der Aktien der Adlerwerke, nachdem die historischen Gebäude vorher separat verkauft wurden. Die Adlerwerke firmierten danach in Adler Real Estate um und agierten zunächst als der Geschäftsbereich Projektentwicklung von Gewerbeimmobilien im HBAG-Konzern. Nach der Insolvenz der AGIV (auf die die HBAG 2002 verschmolzen worden war) wurde 2005 88,8 % durch die Mezzanine IX Investors übernommen. Danach konzentrierte sich Adler auf die Verwaltung und Entwicklung von Immobilien. Seit 2012 ist das Unternehmen durch Akquisitionen gewachsen. Seit 2020 ist das Unternehmen Teil der Adler Group.